# Černý kostel (Brašov)
Černý kostel (rumunsky Biserica Neagră) je gotický evangelický kostel pocházející z období středověku, který se nachází v historickém centru Brašova, města na území Sedmihradska v Rumunsku. Budova má statut kulturní památky a je považována za nejvýznamnější památku Brašova a nejvýznamnější gotickou památku Rumunska.

## Charakteristika a dějiny
Výstavba kostela začala mezi lety 1383 a 1385. Kostel zpočátku nesl jméno kostel svaté Marie a nahradil starší budovu používanou ke stejnému účelu. V roce 1421 byla podstatná část konstrukce zničena tureckými nájezdníky, kvůli čemuž byla výstavba kostela dokončena až v roce 1477. Budova je poměrně robustní – dosahuje délky 91 metrů, šířka stavby se pohybuje mezi 25 až 37 metry a výška v nejvyšším místě věže dosahuje 65 metrů. Interiér kostela má kapacitu až 5000 lidí.
V roce 1689 postihl okolí budovy rozsáhlý požár, který poničil fasádu. Stěny kostela tehdy ohořely a působením ohně zůstaly černé. Z této doby také pochází název Černý kostel. Renovace trvala následujících přibližně 100 let. Kromě fasády byla zničena během požáru také střecha, ta současná je tedy také z období po této události.
V roce 1866 byl v kostele vybudován neogotický oltář. Od roku 1924 je budova vytápěna. V letech 1937 až 1944 došlo k odstraňování soch z exteriéru kostela, aby byly nahrazeny kopiemi. Originály byly umístěny v interiéru kostela, aby nedocházelo k jejich poškozování vlivem povětrnostních podmínek. V roce 1977 proběhla renovace kostela, který byl poškozen zemětřesením v témže roce.

## Varhany
V kostele se nachází jedny z největších varhan v Evropě – jejichž součástí je až 3993 píšťal. Byly postaveny v letech 1836 až 1839 berlínským výrobcem varhan Carlem Augustem Buchholzem. V roce 1924 byl prostor před varhany rozšířen za účelem pořádání sakrálních hudebních koncertů. V současné době v kostele probíhá varhanní koncert doprovázený chórem každý týden.

## Další zajímavosti
- V kostele se nachází velká a vzácná kolekce koberců z Malé Asie zejména ze 17. a 18. století, které byly kostelu darovány řemeslníky, obchodníky i občany města. V kostele se také nalézá velké množství významných maleb a soch.[1][4]
- Ve věži kostela se nachází největší kostelní zvon v Rumunsku, váží 6,3 tuny.[1][4][3]
- V kostele je také litinový svatostánek v gotickém stylu, křtitelnice dokončená v roce 1472 a darovaná obchodníkem Johannesem Rewdelem, dva velké kalichy (oba datované kolem roku 1504) a několik brokátových ornátů (vytvořených mezi koncem 15. a 16. století).
- Kostel je každoročně navštíven přibližně 100 000 návštěvníky, což z něj činí druhou nejoblíbenější turistickou atrakci v Rumunsku po hradě Bran.[1]
- Podle původního plánu měl mít kostela dvě věže, ale v důsledku nedostatku financí byla postavena jen jedna věž. I ta byla dokončena až v roce 1514, tzn. 37 let po dokončení kostela.[4]
- Kostel byl zpočátku římskokatolickým kostelem, až v roce 1542 se na základě iniciativy humanisty Johannese Honteruse stal kostelem evangelickým a bohoslužby se začaly konat v němčině. Sám Johannes Honterus je v tomto kostele pohřben.[4]
- Kostel je největší gotickou stavbou na území jihovýchodní Evropy.[4][3]

## Galerie

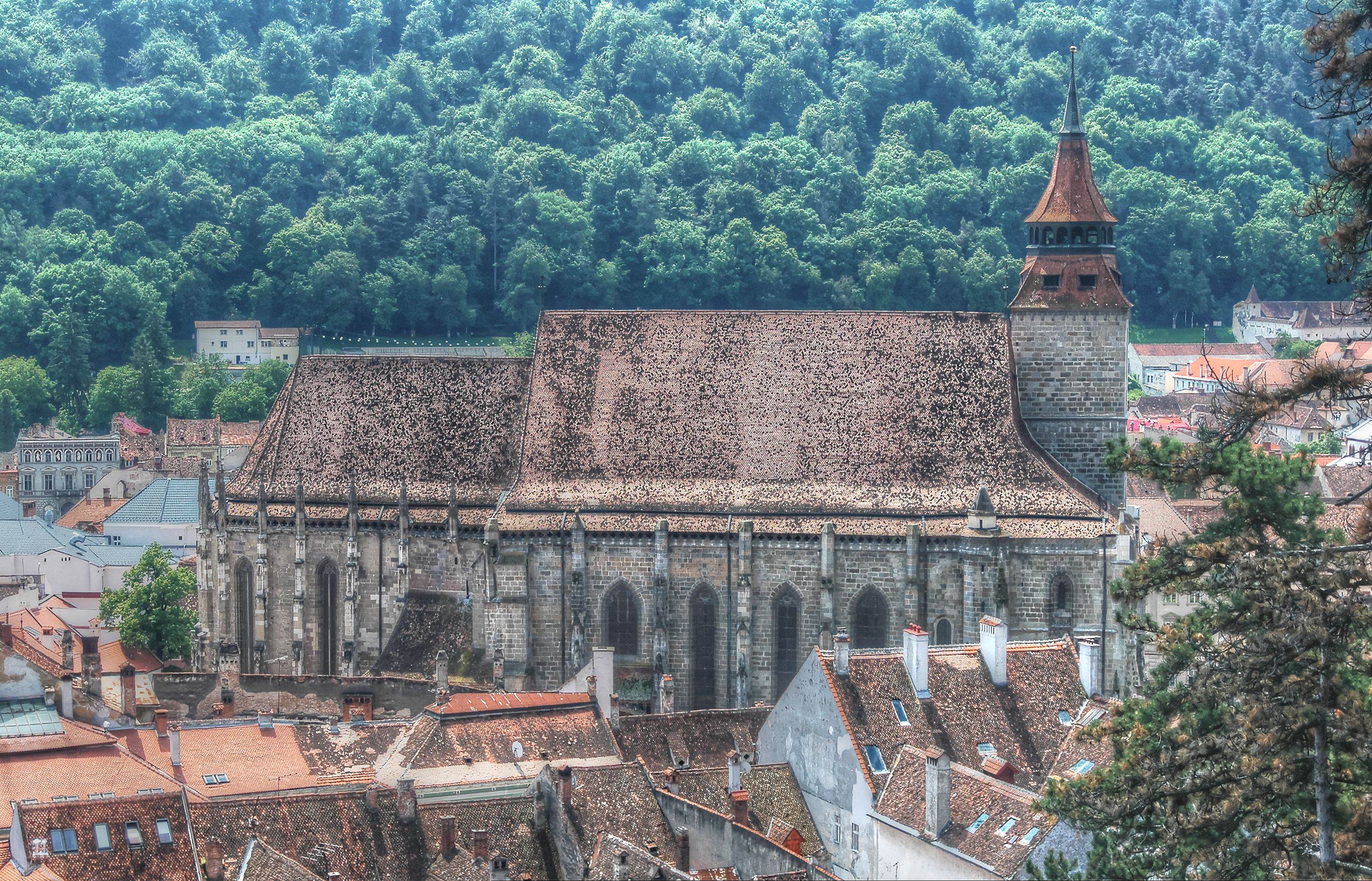
Pohled na budovu kostela ze severu od Bílé věže
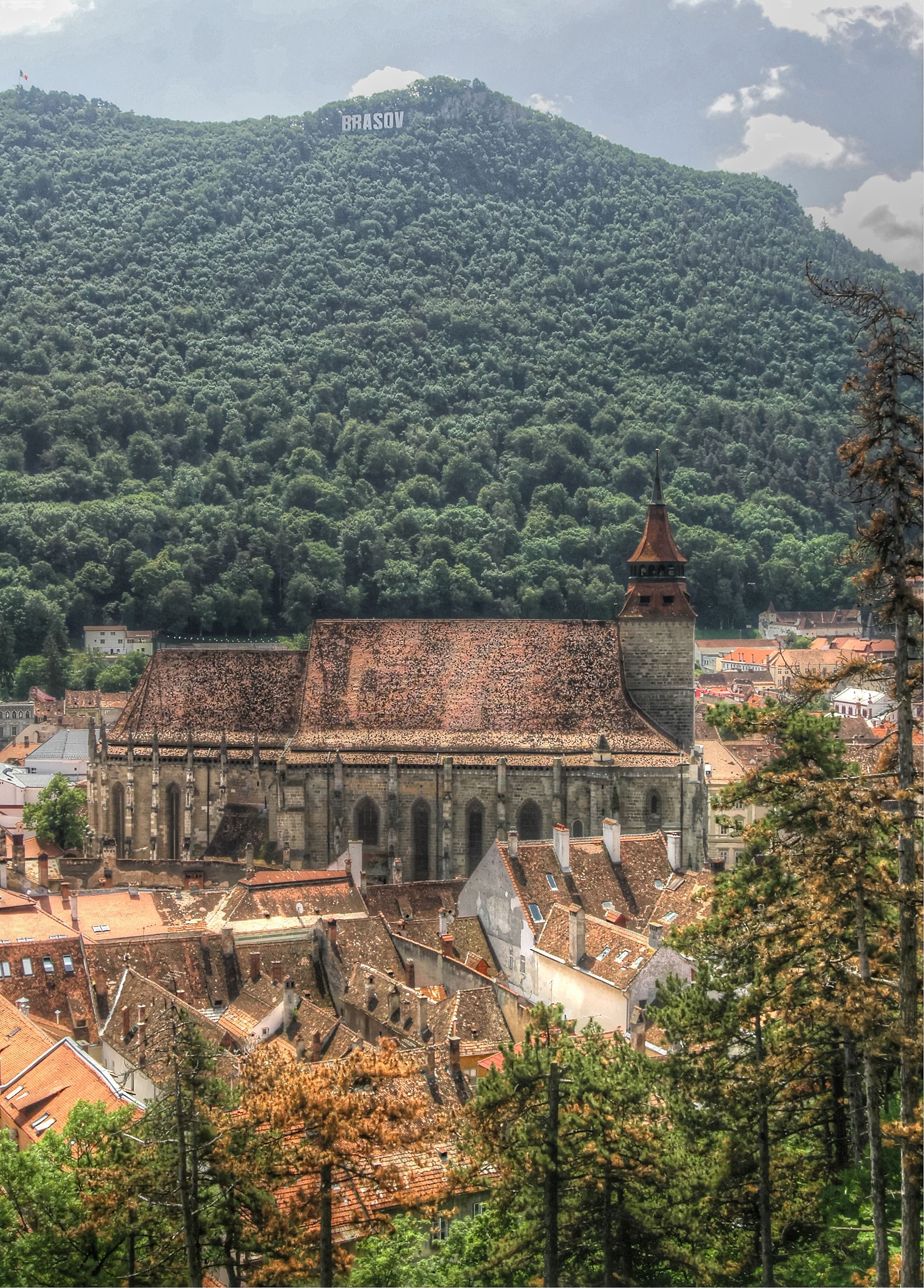
Pohled na budovu kostela ze severu od Bílé věže, v pozadí vrch Tampa
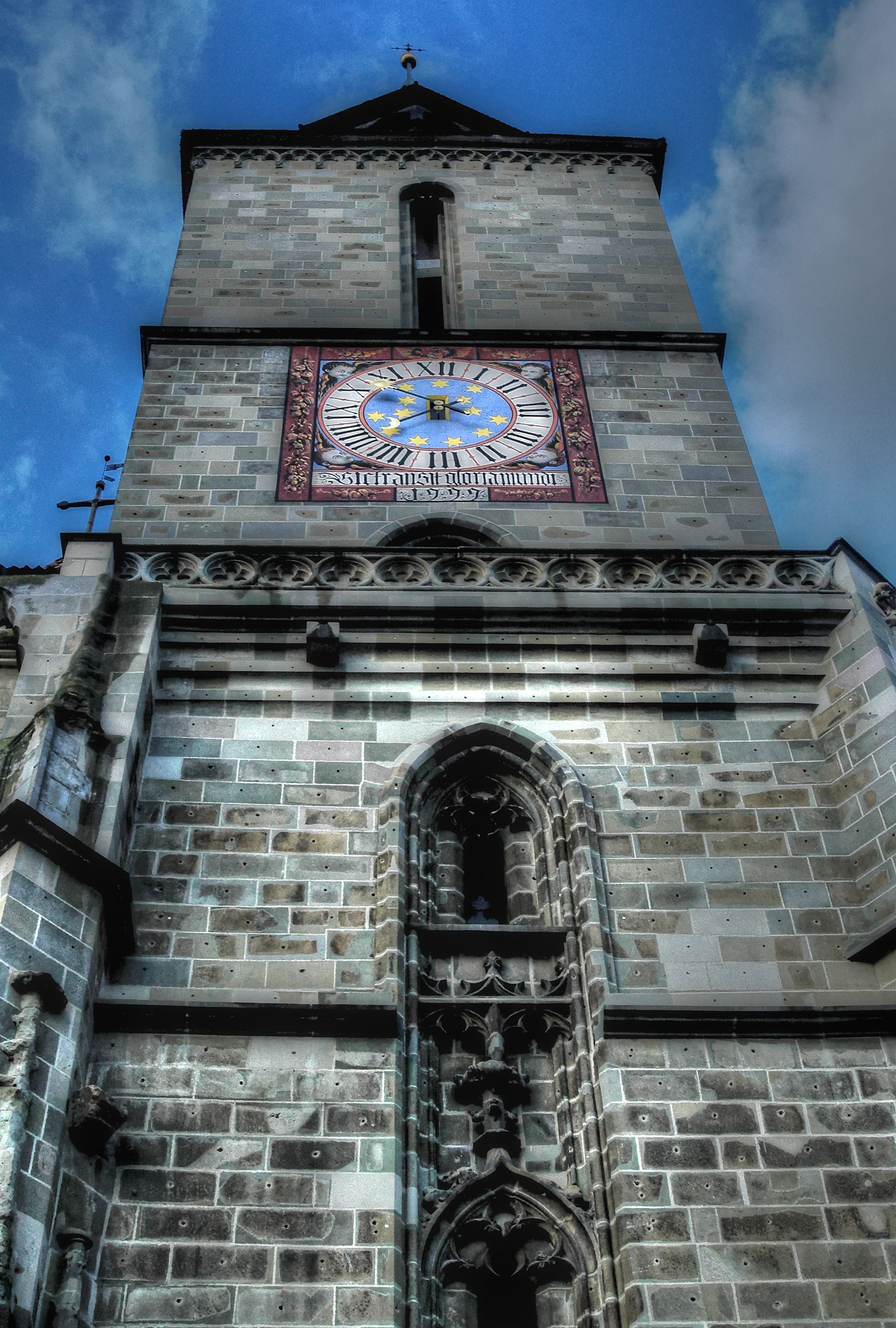
Detail kostelní věže
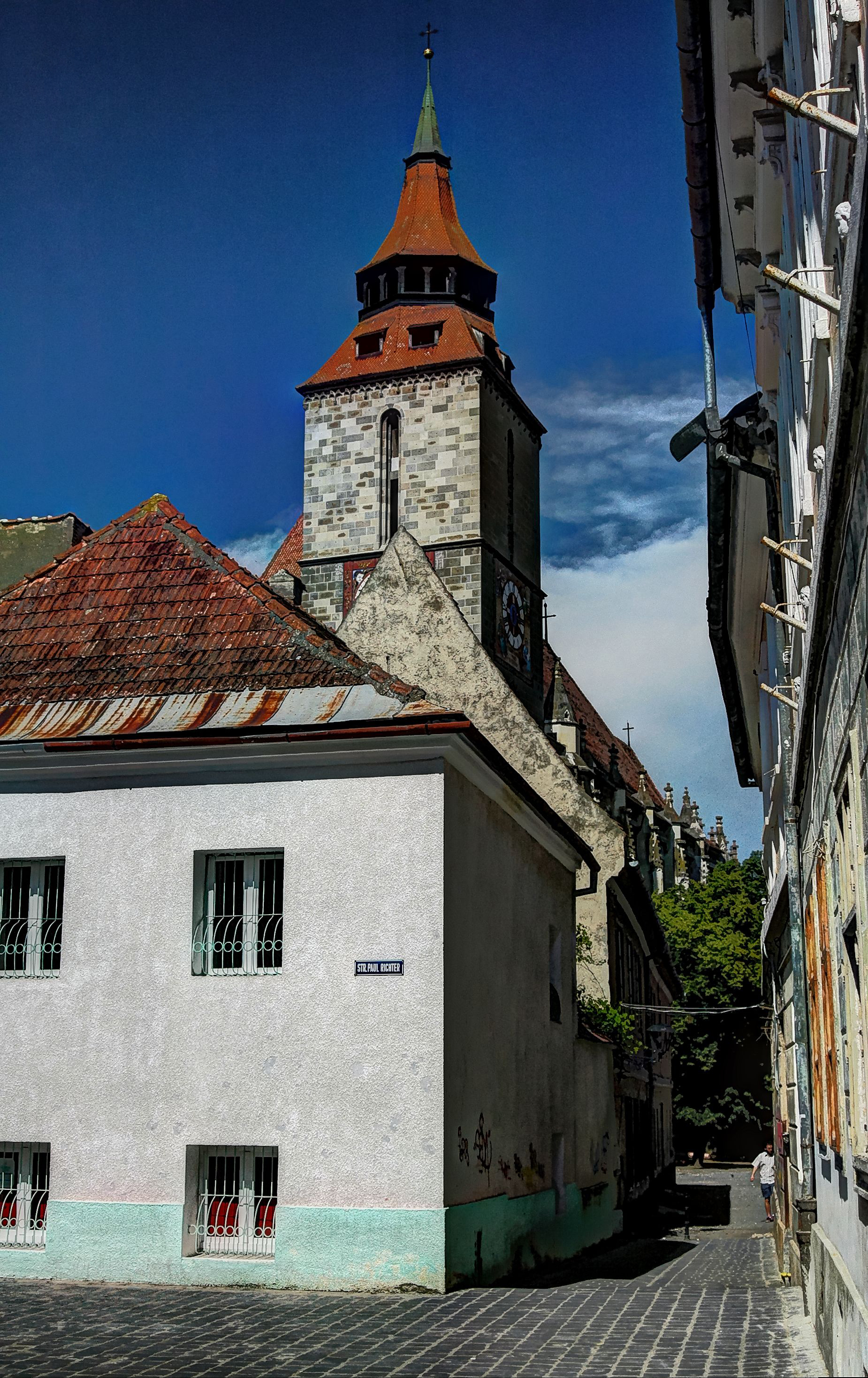
Pohled na kostel z ulice Curtea Honterus
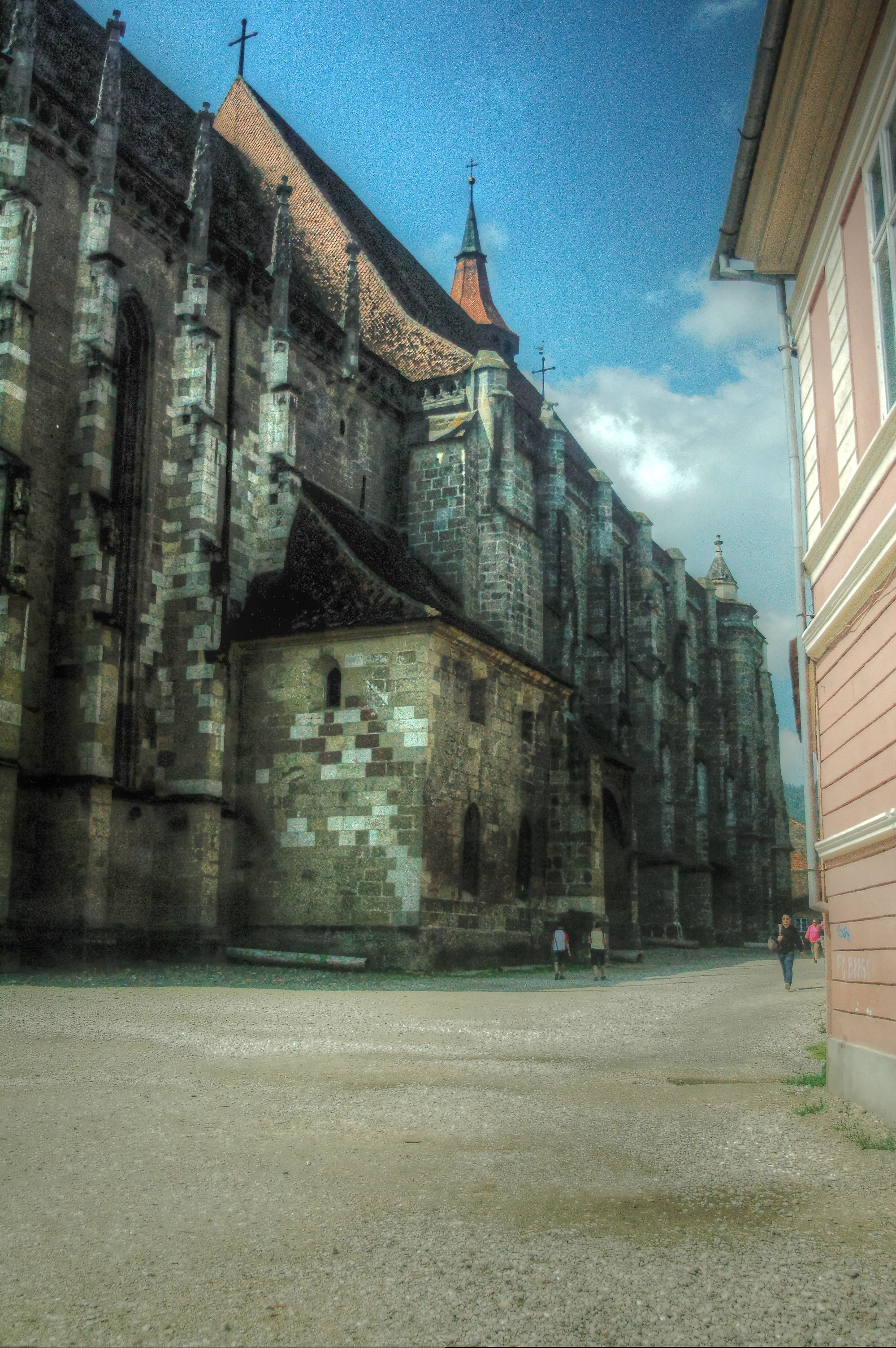
Pohled na boční (jižní) stranu kostela
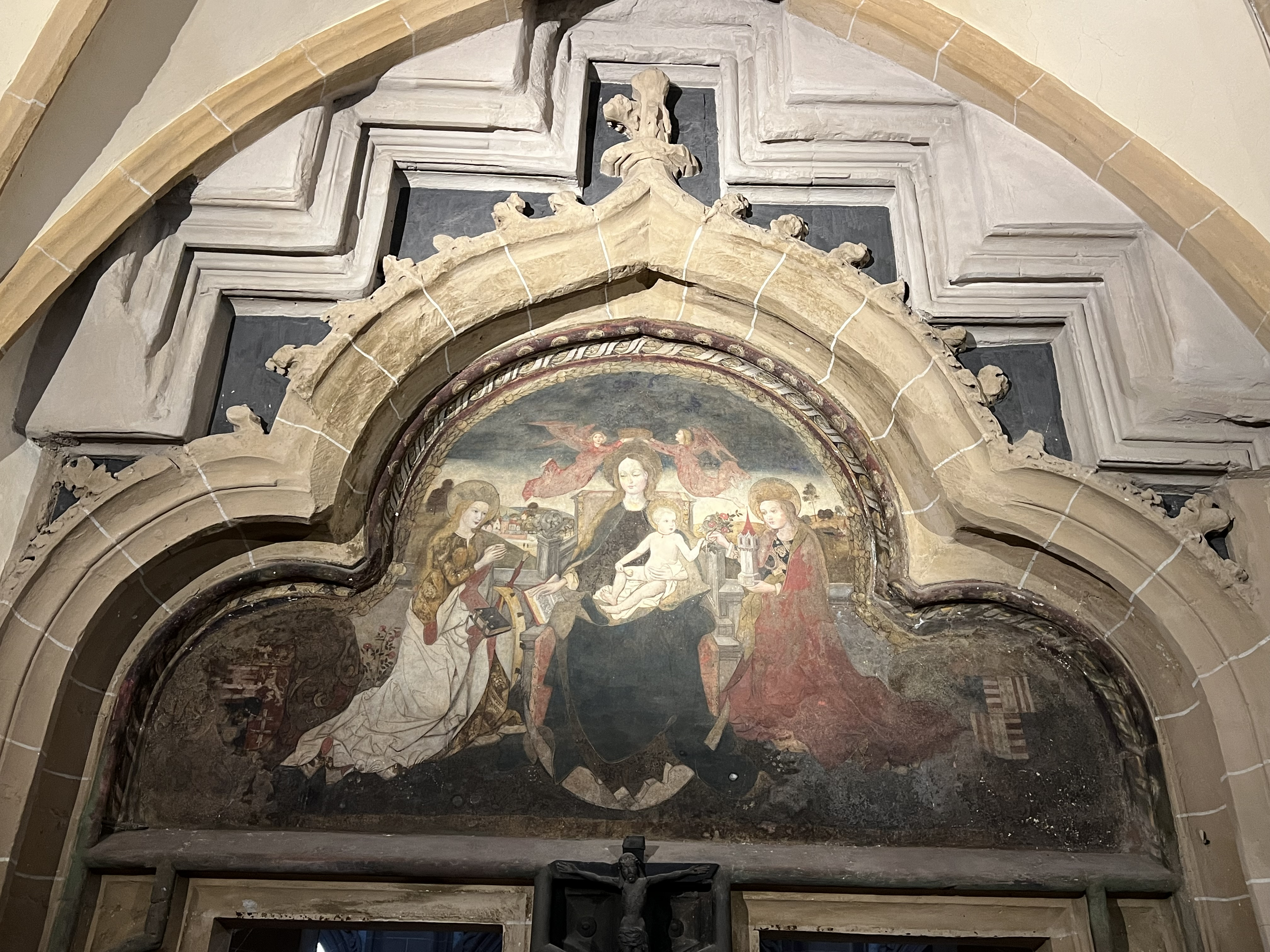
Nástěnná malba Narození Krista z konce 15. století zobrazuje v rozích erby Uherského a Českého (proti) krále Matyáše Korvína (vlevo) a jeho manželky Beatrix Neapolská (vpravo).